# Gewone meerderheid
Een gewone meerderheid van stemmen is een meerderheid die is bereikt wanneer er in een stemprocedure meer voorstemmen zijn dan tegenstemmen. Daarmee is ze te onderscheiden van een absolute meerderheid en een gekwalificeerde meerderheid.